# アンソニー・アルフォード
アンソニー・ジョセフ・アルフォード（Anthony Joseph Alford, 1994年7月20日 - ）は、アメリカ合衆国ミシシッピ州マリオン郡コロンビア出身のプロ野球選手（外野手）。
同じくプロ野球選手（投手）のデマーカス・エバンスは従兄弟にあたる。

## 経歴

### プロ入り前
2008年にU-14のアメリカ合衆国代表に選出されている。
高校時代は野球とアメリカンフットボールの両方をプレーしており、アメリカンフットボールではアメリカ合衆国軍オールアメリカンボールに出場したことがある。

### プロ入りとブルージェイズ時代
2012年のMLBドラフトで1巡目相当で指名されると思われていたが、アルフォード自身がアメリカンフットボールを続けたいのは明確だったため、どの球団も指名には至らなかった。その中で3巡目（全体112位）でトロント・ブルージェイズから指名され、6月11日に$750,000で大学でフットボールをプレーすることを許可し、夏には野球をプレーすることを条件に契約を結んでプロ入りを果たした 。
6月18日に傘下のルーキー級のガルフ・コーストリーグ・ブルージェイズに配属され、5試合に出場し、打率.167、1本塁打、1打点、4盗塁を記録した。6月23日にA級ランシング・ラグナッツに配属されたが、9月27日にテンポラリー・インアクティブ・リストに登録され、出場することは無かった。
アメリカンフットボールでは南ミシシッピ大学でプレーしていたが、乱闘を起こしてミシシッピ大学へ転校した。
2013年4月12日にルーキー級ガルフ・コーストリーグ・ブルージェイズへ配属された。ここでは6試合に出場して打率.227、2打点、2盗塁を記録した。7月にA級ランシングに配属されるが、またしてもテンポラリー・インアクティブ・リストに登録され、出場することは無かった。9月にテンポラリー・インアクティブ・リストから解除された。
2014年4月1日にアパラチアンリーグのルーキー級ブルーフィールド・ブルージェイズへ配属された。ここでは9試合に出場して打率.207、1本塁打、2打点、1盗塁を記録した。7月1日にA級ランシングへ配属されたが、7月10日にテンポラリー・インアクティブ・リストに登録された。9月18日にテンポラリー・インアクティブ・リストから解除された。最終的に5試合に出場して打率.320、1本塁打、3打点、4盗塁を記録した。
アメリカンフットボールではセイフティの役割を任され、4試合で6回のタックルを記録している。
オフの9月30日にアメリカンフットボールからの引退と、これからは野球に専念することを発表した 。そうした経緯もあり、オーストラリアン・ベースボールリーグに参加し、キャンベラ・キャバルリーに所属した。37試合に出場して打率.207、3本塁打、9打点、9盗塁を記録した。
2015年開幕前の1月28日にメジャーのスプリングトレーニングに招待された。
開幕はA級ランシングで迎えた。4月6日に7日間の故障者リストに登録されたが、21日には解除された。A級ランシングでは50試合に出場して打率.293、1本塁打、16打点、12盗塁を記録した。6月25日にA+級ダニーデン・ブルージェイズへ配属された。ここでは57試合に出場して打率.302、3本塁打、19打点、15盗塁を記録した。
2016年開幕前の1月12日には前年同様にメジャーのスプリングトレーニングに招待されたが、3月12日にマイナーのキャンプに返された。
開幕はA+級ダニーデンで開幕を迎えた。4月10日に7日間の故障者リストに登録された。5月2日に解除された。6月10日の外野手のチームメイトと交錯した際に負傷し、6月11日に7日間の故障者リストに登録されたが、6月22日に解除された。同年は92試合に出場して打率.236、9本塁打、44打点、18盗塁を記録した。
オフにアリゾナ・フォールリーグへ派遣され、メサ・ソーラーソックスに所属した。10月31日にアリゾナ・フォールリーグのオールスターに選出された。23試合に出場し、打率.253、3本塁打、15打点、8盗塁を記録した。また、11月18日にルール・ファイブ・ドラフトから阻止するためにメジャー契約を結んで40人枠入りした。アリゾナ・フォールリーグ終了後にアリゾナ・フォールリーグのライジングスターに選出された。
2017年3月17日にAA級のニューハンプシャー・フィッシャーキャッツへ配属され、球団のプロスペクト上位30位、MLBのプロステクト100人中70位で開幕をで迎えた。ここでは33試合に出場して打率.325、3本塁打、11打点、9盗塁を記録した。5月19日にダレル・セシリアーニが負傷したためメジャーに昇格し、同日のボルチモア・オリオールズ戦でメジャーデビューを果たし、2打数無安打だったが、守備ではJ.J.ハーディの本塁打級の打球を好捕している。5月24日のミルウォーキー・ブルワーズ戦でロブ・スケーヒルからメジャー初安打を記録したが、左有鈎骨を負傷したため、同日中に故障者リスト入りした。この年メジャーでは4試合に出場した。
2018年は13試合に出場して打率.105、1打点、1盗塁を記録した。
2019年は16試合に出場して打率.179、1本塁打、1打点、2盗塁を記録した。
2020年8月20日にDFAとなった。

### パイレーツ時代
2020年8月27日にウェイバー公示を経てピッツバーグ・パイレーツへ移籍した。
2021年4月21日にカアイ・トムの加入に伴いDFAとなり、25日にマイナー契約となった。8月7日にメジャーに再昇格した。
2022年4月24日にDFAとなり、5月1日に自由契約となった。

### ガーディアンズ傘下時代
2022年5月3日にクリーブランド・ガーディアンズとマイナー契約を結んだ。

### 韓国・KT時代
2022年5月26日、韓国プロ野球のKTウィズと契約した事が発表された。登録名は알포드（アルポドゥ）。同年はKTでレギュラーシーズン、ポストシーズンともに活躍し2023年の再契約を結んだが、同年シーズン終了後に自由契約となった。

## 詳細情報

### 年度別打撃成績
| 年 度    | 球 団    | 試 合 | 打 席 | 打 数 | 得 点 | 安 打 | 二 塁 打 | 三 塁 打 | 本 塁 打 | 塁 打 | 打 点 | 盗 塁 | 盗 塁 死 | 犠 打 | 犠 飛 | 四 球 | 敬 遠 | 死 球 | 三 振 | 併 殺 打 | 打 率 | 出 塁 率 | 長 打 率 | O P S |
| -------- | -------- | ----- | ----- | ----- | ----- | ----- | -------- | -------- | -------- | ----- | ----- | ----- | -------- | ----- | ----- | ----- | ----- | ----- | ----- | -------- | ----- | -------- | -------- | ----- |
| 2017     | TOR      | 4     | 8     | 8     | 0     | 1     | 1        | 0        | 0        | 2     | 0     | 0     | 0        | 0     | 0     | 0     | 0     | 0     | 3     | 0        | .125  | .125     | .250     | .375  |
| 2018     | TOR      | 13    | 21    | 19    | 3     | 2     | 0        | 0        | 0        | 2     | 1     | 1     | 0        | 0     | 0     | 2     | 0     | 0     | 9     | 0        | .105  | .190     | .105     | .296  |
| 2019     | TOR      | 16    | 30    | 28    | 3     | 5     | 0        | 0        | 1        | 8     | 1     | 2     | 0        | 0     | 0     | 1     | 0     | 1     | 11    | 0        | .179  | .233     | .286     | .519  |
| 2020     | TOR      | 13    | 16    | 16    | 3     | 3     | 0        | 0        | 1        | 6     | 3     | 3     | 0        | 0     | 0     | 0     | 0     | 0     | 7     | 0        | .188  | .188     | .375     | .563  |
| 2020     | PIT      | 5     | 13    | 12    | 2     | 3     | 0        | 1        | 1        | 8     | 4     | 0     | 0        | 0     | 0     | 1     | 0     | 0     | 1     | 0        | .250  | .308     | .667     | .974  |
| '20計    | PIT      | 18    | 29    | 28    | 5     | 6     | 0        | 1        | 2        | 14    | 7     | 3     | 0        | 0     | 0     | 1     | 0     | 0     | 8     | 0        | .214  | .241     | .500     | .741  |
| 2021     | PIT      | 49    | 148   | 133   | 14    | 31    | 6        | 1        | 5        | 54    | 11    | 5     | 6        | 0     | 0     | 12    | 1     | 3     | 58    | 4        | .233  | .311     | .406     | .717  |
| 2022     | PIT      | 2     | 4     | 4     | 0     | 1     | 0        | 0        | 0        | 1     | 0     | 0     | 0        | 0     | 0     | 0     | 0     | 0     | 2     | 0        | .250  | .250     | .250     | .500  |
| 2022     | KT       | 80    | 323   | 283   | 48    | 81    | 19       | 1        | 14       | 144   | 50    | 5     | 1        | 4     | 0     | 33    | 3     | 3     | 90    | 3        | .286  | .362     | .509     | .871  |
| '22計    | KT       | 82    | 327   | 287   | 48    | 82    | 19       | 1        | 14       | 145   | 50    | 5     | 1        | 4     | 0     | 33    | 3     | 3     | 92    | 3        | .286  | .365     | .505     | .870  |
| MLB：6年 | MLB：6年 | 102   | 240   | 220   | 25    | 46    | 7        | 2        | 8        | 81    | 20    | 11    | 6        | 0     | 0     | 16    | 1     | 4     | 91    | 4        | .209  | .275     | .368     | .643  |
| KBO：1年 | KBO：1年 | 80    | 323   | 283   | 48    | 81    | 19       | 1        | 14       | 144   | 50    | 5     | 1        | 4     | 0     | 33    | 3     | 3     | 90    | 3        | .286  | .382     | .509     | .871  |

- 2022年度シーズン終了時

### 年度別守備成績
| 年 度 | 球 団 | 左翼（LF） | 左翼（LF） | 左翼（LF） | 左翼（LF） | 左翼（LF） | 左翼（LF） | 中堅（CF） | 中堅（CF） | 中堅（CF） | 中堅（CF） | 中堅（CF） | 中堅（CF） | 右翼（RF） | 右翼（RF） | 右翼（RF） | 右翼（RF） | 右翼（RF） | 右翼（RF） |
| 年 度 | 球 団 | 試 合      | 刺 殺      | 補 殺      | 失 策      | 併 殺      | 守 備 率   | 試 合      | 刺 殺      | 補 殺      | 失 策      | 併 殺      | 守 備 率   | 試 合      | 刺 殺      | 補 殺      | 失 策      | 併 殺      | 守 備 率   |
| ----- | ----- | ---------- | ---------- | ---------- | ---------- | ---------- | ---------- | ---------- | ---------- | ---------- | ---------- | ---------- | ---------- | ---------- | ---------- | ---------- | ---------- | ---------- | ---------- |
| 2017  | TOR   | 3          | 2          | 0          | 0          | 0          | 1.000      | -          | -          | -          | -          | -          | -          | 2          | 2          | 0          | 0          | 0          | 1.000      |
| 2018  | TOR   | 7          | 11         | 0          | 0          | 0          | 1.000      | 1          | 1          | 0          | 0          | 0          | 1.000      | 3          | 2          | 0          | 0          | 0          | 1.000      |
| 2019  | TOR   | 6          | 4          | 0          | 0          | 0          | 1.000      | 2          | 6          | 0          | 0          | 0          | 1.000      | 5          | 7          | 0          | 1          | 1          | .875       |
| 2020  | TOR   | 5          | 5          | 0          | 0          | 0          | 1.000      | 2          | 1          | 0          | 0          | 0          | 1.000      | 1          | 0          | 0          | 0          | 0          | ----       |
| 2020  | PIT   | 1          | 0          | 0          | 0          | 0          | ----       | 4          | 2          | 0          | 0          | 0          | 1.000      | -          | -          | -          | -          | -          | -          |
| '20計 | PIT   | 6          | 5          | 0          | 0          | 0          | 1.000      | 6          | 3          | 0          | 0          | 0          | 1.000      | 1          | 0          | 0          | 0          | 0          | ----       |
| 2021  | PIT   | 32         | 56         | 1          | 0          | 0          | 1.000      | 6          | 5          | 0          | 1          | 0          | .833       | 1          | 2          | 0          | 0          | 0          | 1.000      |
| MLB   | MLB   | 54         | 78         | 1          | 0          | 0          | 1.000      | 15         | 15         | 0          | 1          | 0          | .938       | 12         | 13         | 0          | 1          | 1          | .929       |

- 2021年度シーズン終了時

### 記録
MiLB
- ミッドウェストリーグ・オールスターゲーム選出：1回（2015年）

MLB
- 初出場：2017年5月19日、対ボルチモア・オリオールズ戦
- 初安打：2017年5月23日、対ミルウォーキー・ブルワーズ戦、ロブ・スケーヒルから

### 背番号
- 30（2017年 - 2020年8月19日）
- 6（2020年9月1日 - 2022年5月1日）
- 25（2022年6月8日 - 2023年）

### 代表歴
- 2008 U-14 アメリカ合衆国代表